# Dalälven
Dalälven är en älv i Mellansverige som bildas av mötet mellan Västerdalälven och Österdalälven i Djurås i Dalarna och rinner ut i Bottenhavet vid Skutskär. Dalälven är Sveriges näst längsta älv (källa SMHI), har i sitt avrinningsområde 41 vattenkraftverk och var förr en viktig flottled. Sjön Hovran, som bildats av en utvidgning av älven, är en viktig fågelsjö och i Avesta kan den gamla och torrlagda älvfåran Döda fallen beskådas. Älvens nedre del sammanfaller med den biologiska norrlandsgränsen och består till stor del av nationalparken Färnebofjärden.

## Geografi
Dalälvens nordligaste källor ligger i trakten kring Stor-Våndsjön i Dalarnas nordvästligaste hörn, en sjö som delas mellan Sverige och Norge. Älven är 542 km lång från dessa till havet och gör älven till Sveriges tredje längsta. Västerdalälven och Österdalälven förenas till Dalälven vid Älvmötet i Djurås, Gagnefs kommun. Medelvattenföringen vid älvens mynning är i genomsnitt 379 m³/s, med ett högsta värde på 2 450 m³/s och ett lägsta värde på 40 m³/s. Avrinningsområdet är 28 954 km².
Innan senaste istiden flöt Dalälven från nuvarande Avesta söderut till Mälaren. Strax söder om Avesta fylldes den gamla fåran igen med sten från inlandsisen så att älven istället sökte sig åt nordost till sin nuvarande mynning i Gävlebukten. Så skapades det älvlandskap som idag finns nedströms Avesta, med selsjöar, fjärdar, deltalandskap och forsar. Under den geologiskt sett korta tid som älven haft sitt nya lopp har ingen älvfåra hunnit bildas. Istället är det uppbyggande processer av deltan som präglar älven. På så vis skiljer sig Dalälven från övriga stora älvar i Sverige där de eroderande krafterna dominerar.

### Västerdalälven

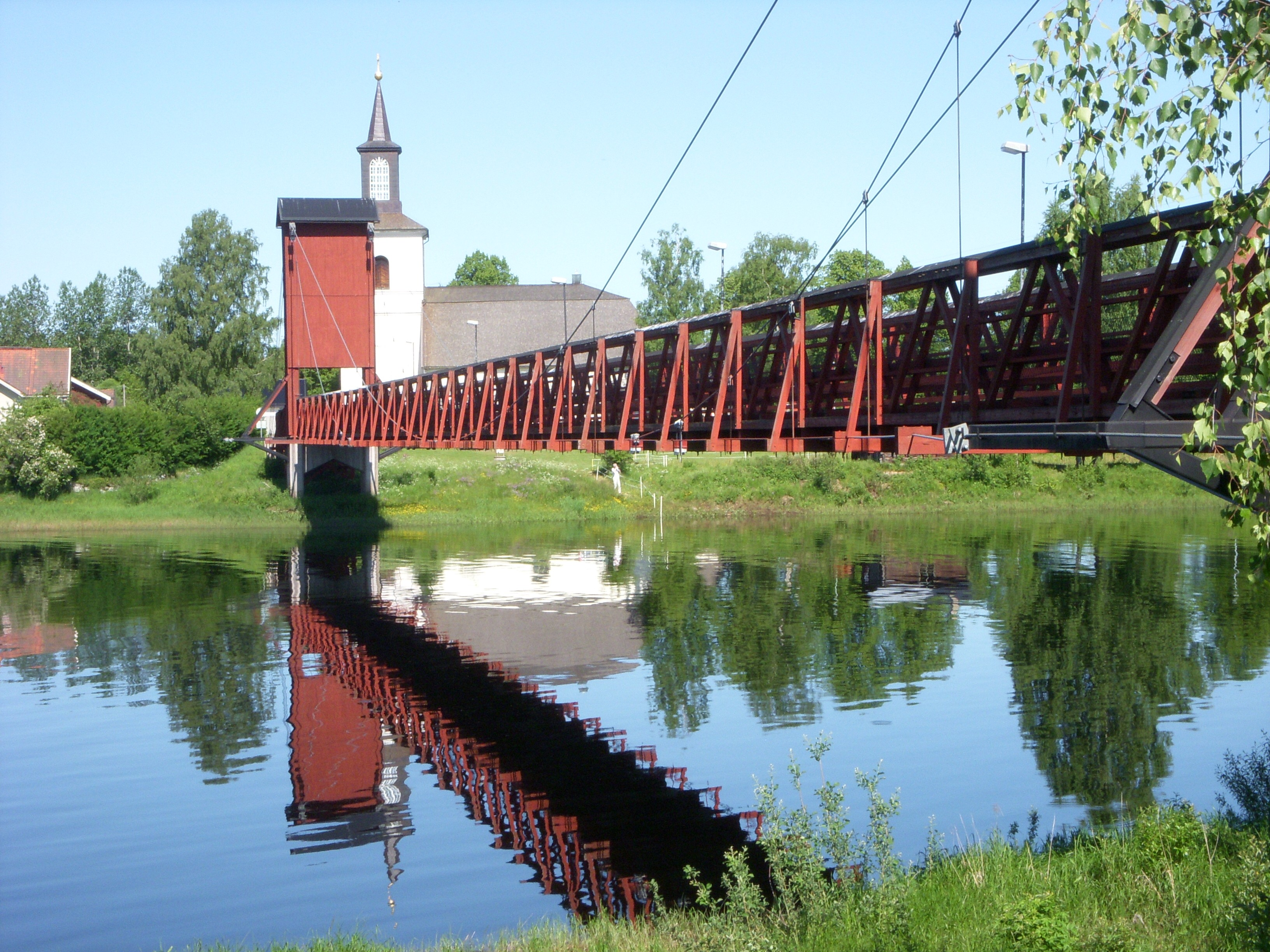
Floda Kyrkälvbro över Västerdalälven

Västerdalälven är bildad av Fulan och Görälven. Fulans avrinningsområde inkluderar många sjöar, såsom Övre, Mellre och Syndre Fulusjön, Öresjön och Öjsjön. Görälvens källor börjar främst vid Äventjärnen, Västra och Östra Lillingen samt Tangsjöarna i Älvdalens kommun, och rinner sedan genom Trysils kommun (där den kallas Ljøra), för att sedan ansluta till Fulan vid Fulunäs, där den börjar kallas Västerdalälven. Älven rinner sedan bland annat genom Sälen, Transtrand, Malungsfors, Malung och Äppelbo tills den kommer till Vansbro, där Vanån ansluter. Därefter går älven bland annat genom Järna, Nås, Björbo, Dala-Floda och Mockfjärd innan den mynnar ut i Älvmötet.

### Österdalälven

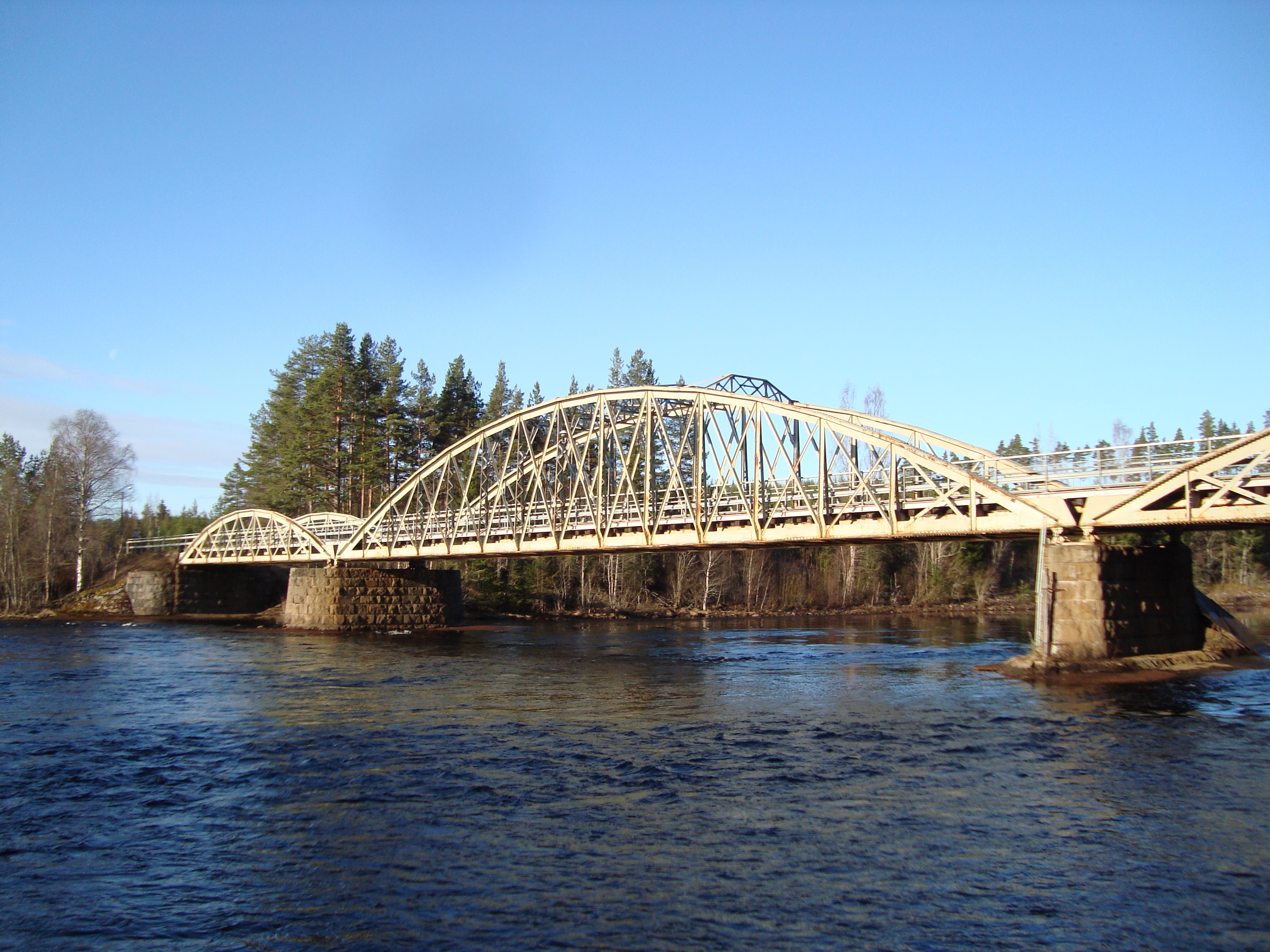
Oxbergsbron över Österdalälven

Österdalälven börjar där Storån och Sörälven flyter ihop vid Idre. Storån börjar vid Stor-Våndsjön på den svensk-norska gränsen och fylls främst på av Grövlan som kommer från Grövelsjön men också Hågåån, Foskan, Grundöjan och Buran bidarar till Storån. Sörälven börjar vid Flötningssjön (vilken dock fylls på av Tallån och Tollån), och fylls sedan på av bland annat Stora Härjån, Borgan, Skärvagan, Guttan och vid Hösthån slutligen av Stor-Tranan. Efter Idre passerar Österdalälven bland annat Särna, den stora Trängseldammen och Brunnsberg. I Rot ansluter Rotälven och älven fortsätter sedan genom Älvdalen. Strax innan Mora tätort ansluter Oreälven, vilken börjar i Oretjärnen i Härjedalen, innan älven mynnar ut i Siljan. Efter Siljans utlopp i Leksand fortsätter älven sedan genom fjärden Insjön, orten Insjön och Gagnef innan den når Djurås.
Mellan Åsens kraftverk och Västängsbron är Österdalälven naturreservat, kallat just Österdalälvens naturreservat.

### Nedströms Älvmötet

#### Djurås – Husby

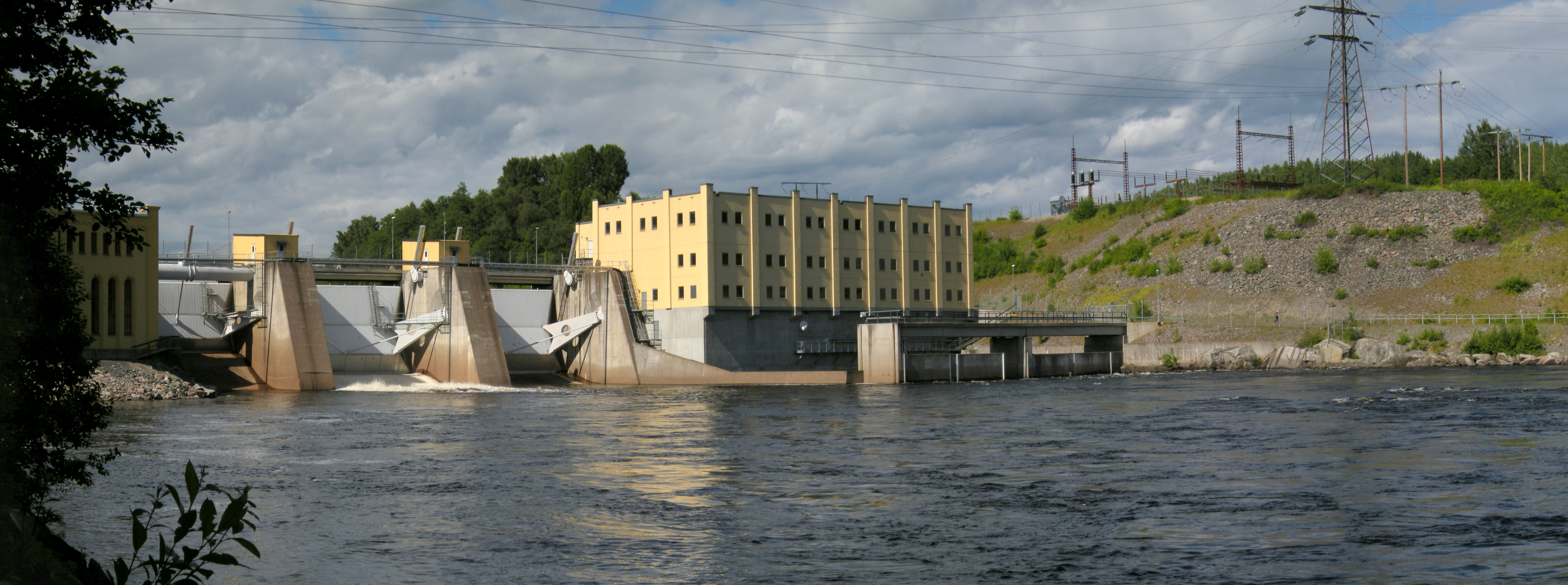
Bullerforsen, en av de fyra Tunaforsarna.

Efter Älvmötet i Djurås passerar älven bland annat Norr Amsberg innan den når Borlänge med de fyra Tunaforsarna. I Torsång fylls Dalälven på av Lillälven, som via sjön Runn främst får sitt vatten från vattendrag norr om Falun. Efter Långhags kraftstation i Solvarbo ansluter Ljusterån med sitt system av siltraviner (Säterdalen och Solvarboravinen). Efter Stora Skedvi kommer Skedvi kraftstation och innan älven nått Husby har Uppboån och Amungen anslutit. 

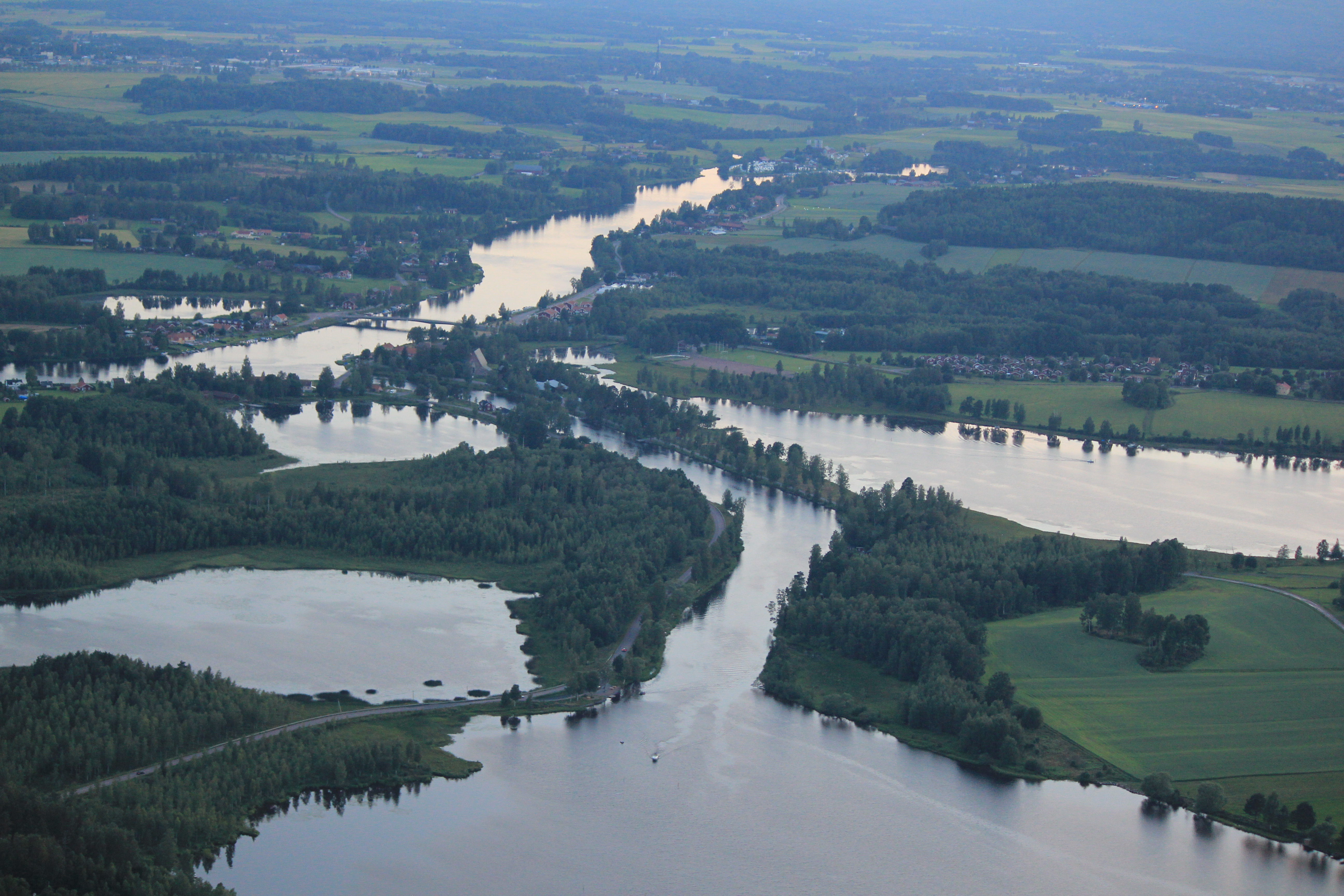
Dalälven vid Torsång, där Dalälven kommer uppifrån och fortsätter vänsterut i bild och Lillälven ansluter nerifrån.
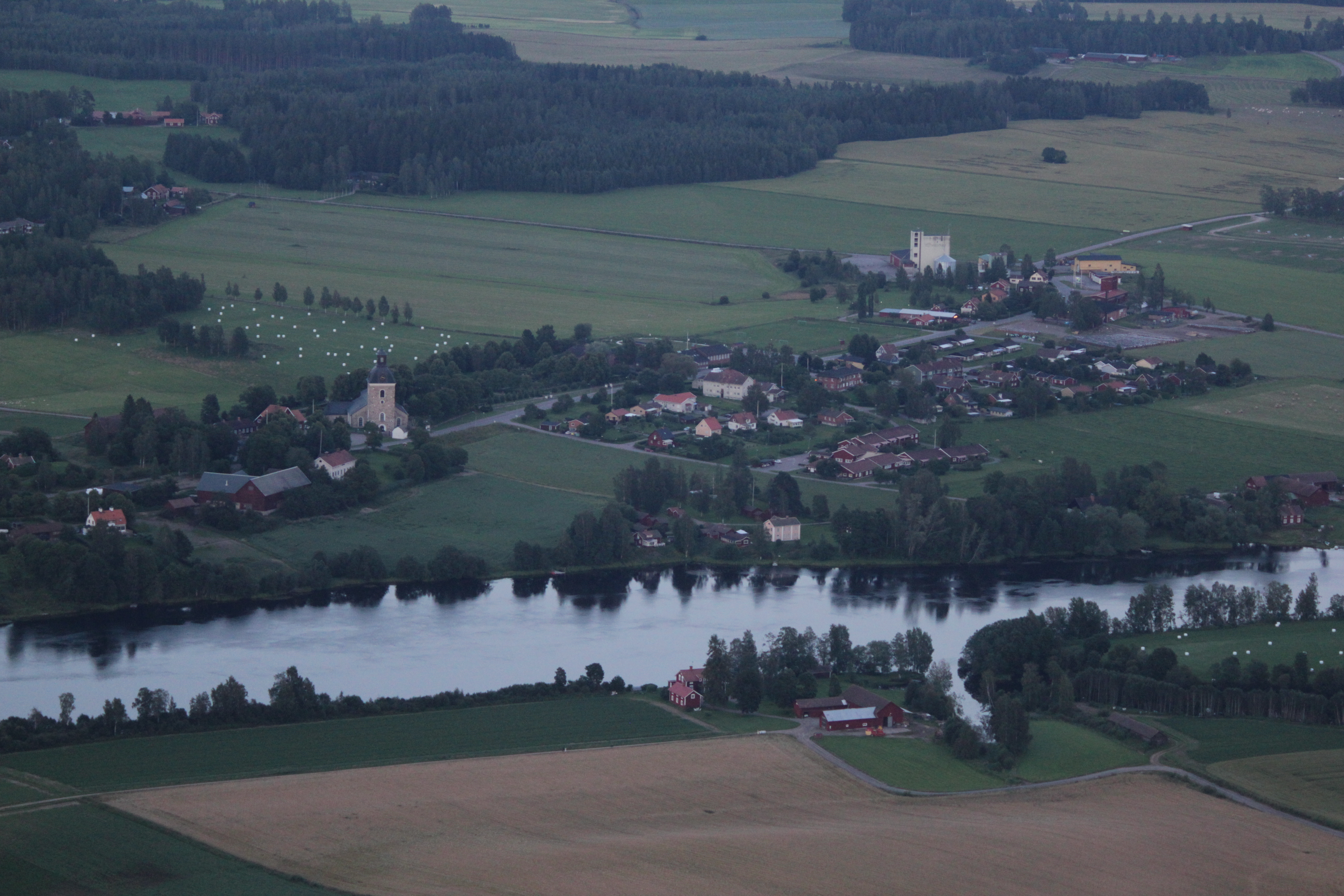
Skedvi kyrkby
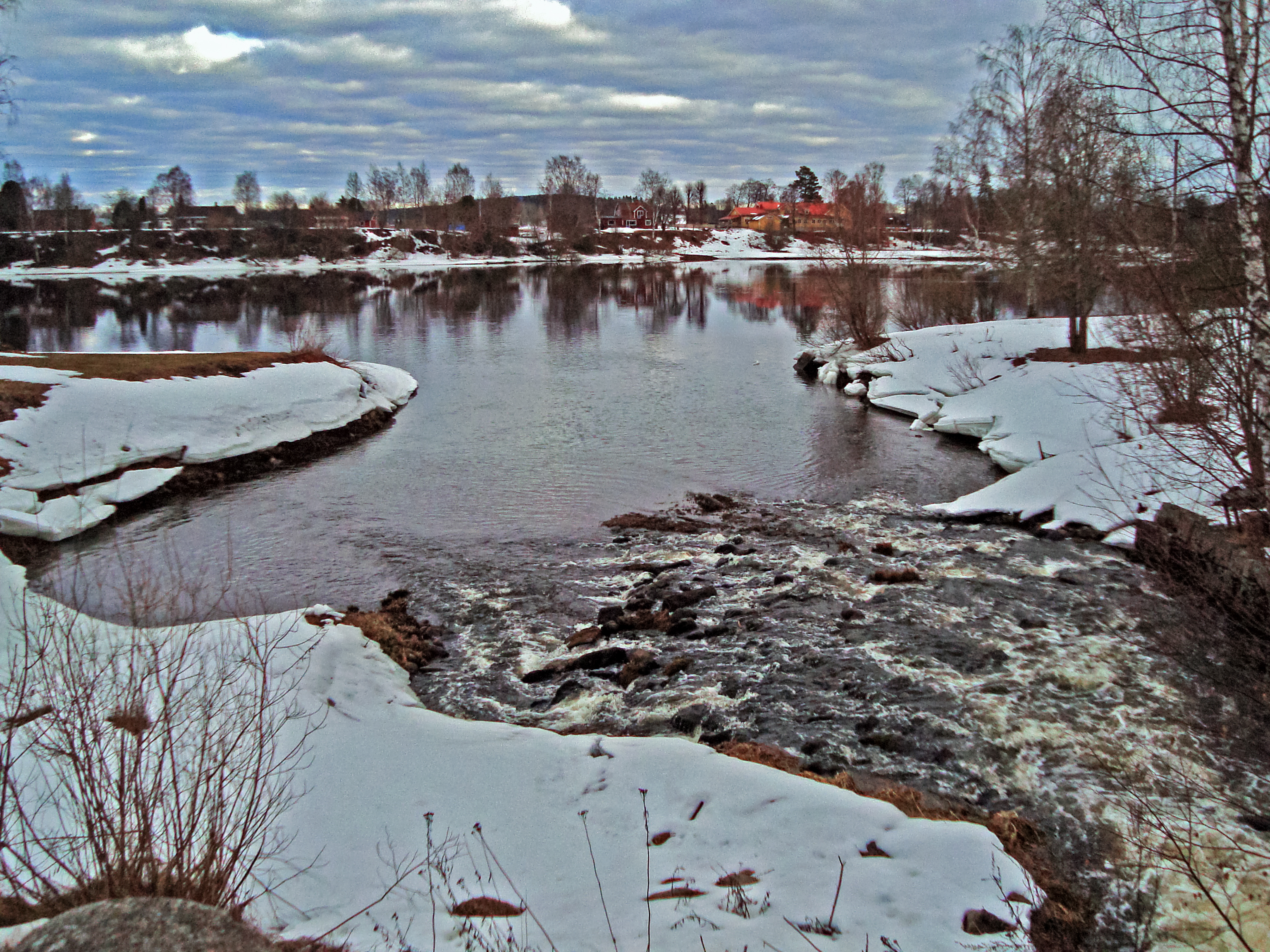
Uppboåns utlopp i Uppbo
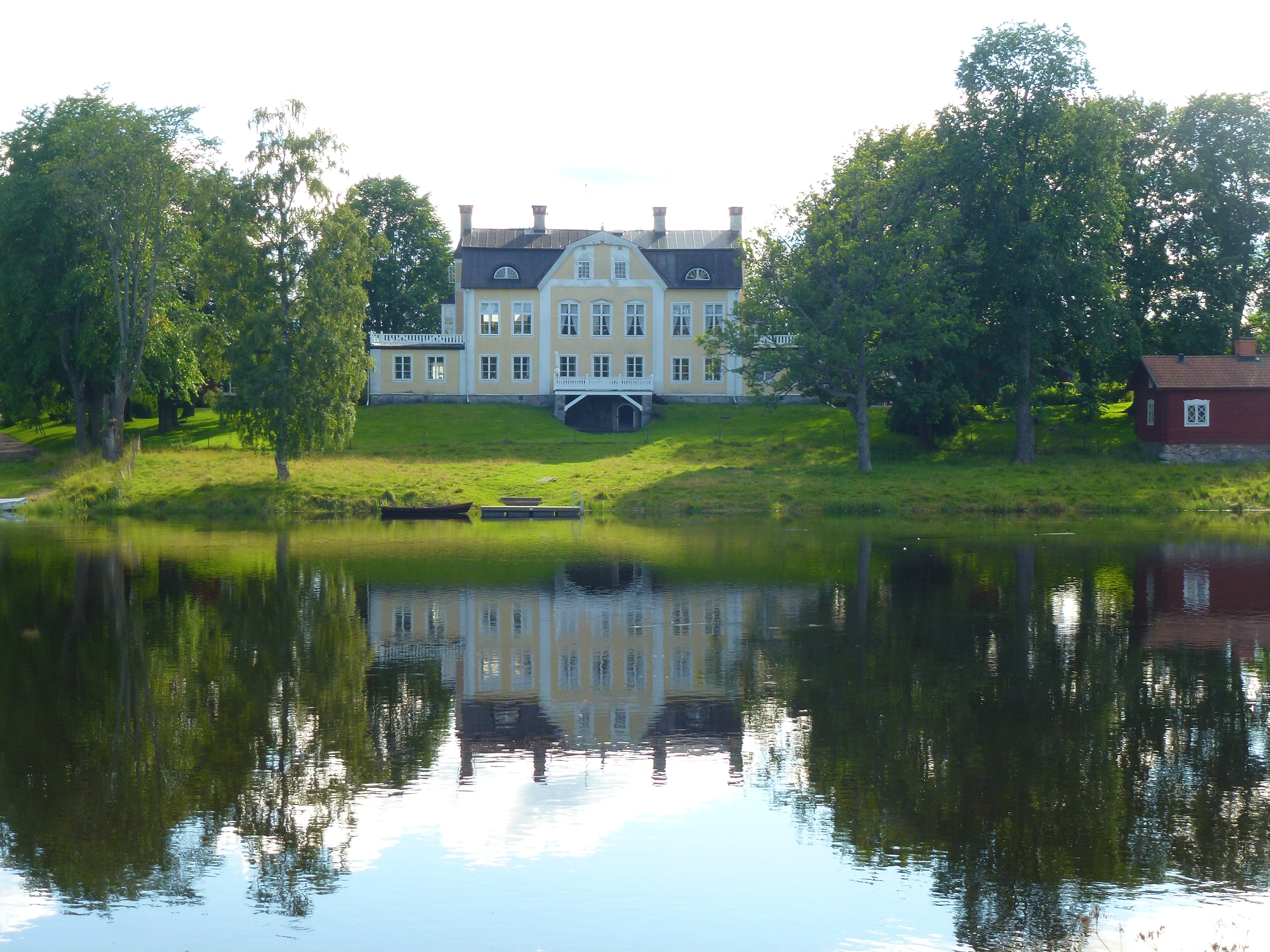
Husby kungsgård sedd från Husby kyrka

#### Hovran – Avesta

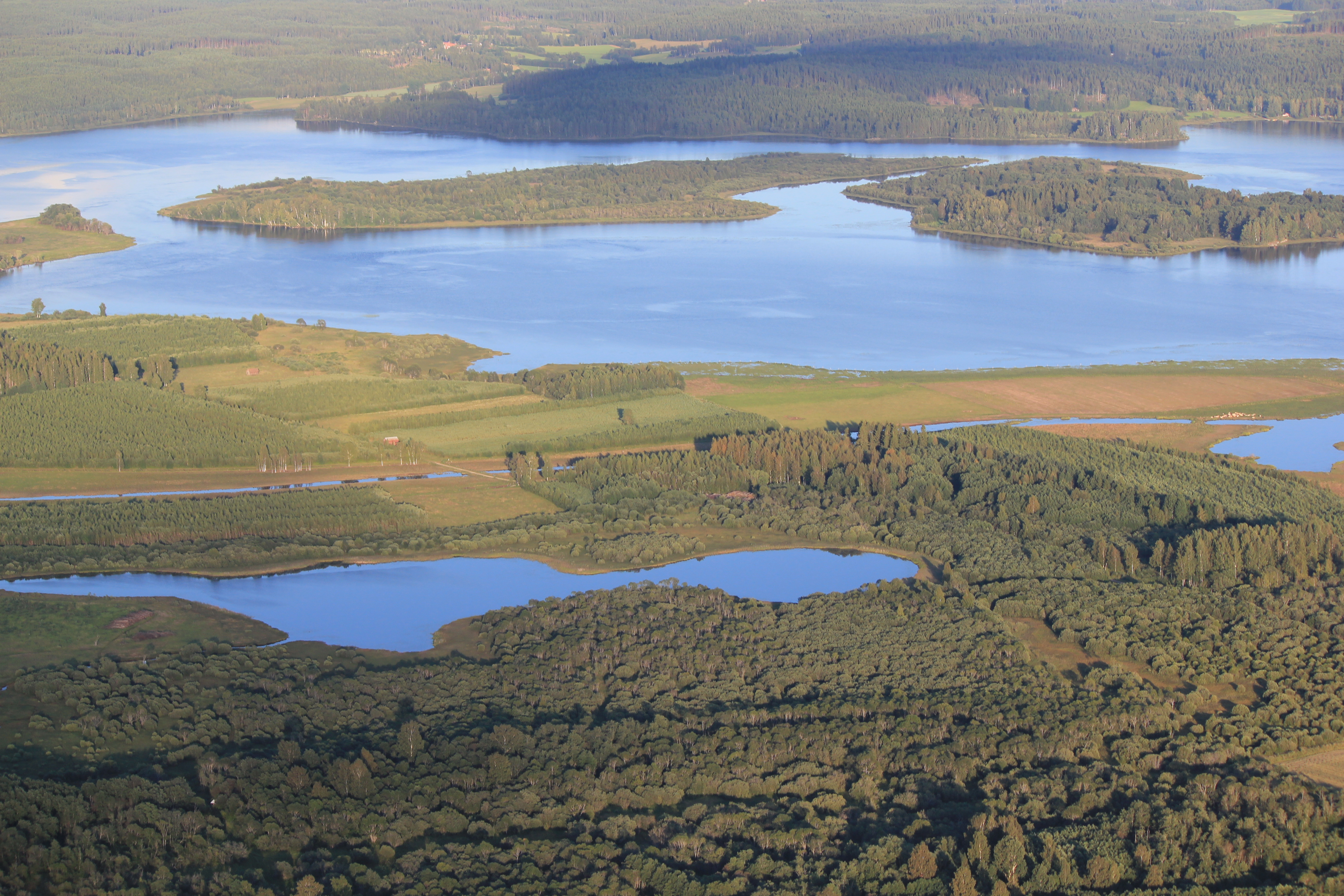
Hovran med Hällagölen närmast, samt öarna Stackharen och Brunnaön längre upp i bild.

Utanför Hedemora vidgar sig älven och formar sjön Hovran. Området kring sjön, Hovranområdet, innefattar även Flinesjön, Svinesjön, Trollbosjön och delar av Amungen. Området klassades som Ramsarområde 1989 och utgör viktiga rast- och häckningsplatser för många fåglar. I Hovranområdet, som även är Natura 2000-område, ligger naturreservaten Kloster, Lilla Älvgången, Stackharen och Stadssjön, där de tre sistnämnda ligger i själva Hovran. När älven åter smalnar av vid Grådö och skär Badelundaåsen passerar älven resterna av de medeltida befästningarna Borgaholm och Grådö skans, liksom naturreservatet Grådöåsen.
I Avesta bildar älven de båda forsarna Storforsen och Lillforsen. I Storforsen ligger de båda kraftverken Avestaforsens kraftverk (vilket har ersatt Månsbo kraftverk) och Avesta Storfors, och i Lillforsen ligger Avesta Lillfors, vilket byggdes upp på samma ställe som en tidigare kraftstation med samma namn. I en av de äldre kraftverksbyggnaderna på gamla järnbruket finns museet Avestas gamla kraftstation. 
Lillforsen bildades så sent som på 1500-talet, en av åtskilliga gånger älven har bytt lopp i Avesta. Den mest dramatiska är Döda fallen, bildade för cirka 7 000 år sedan, när älven bröt sig en ny sträckning och lämnade de torrlagda fallen, som idag är ett populärt turistmål.

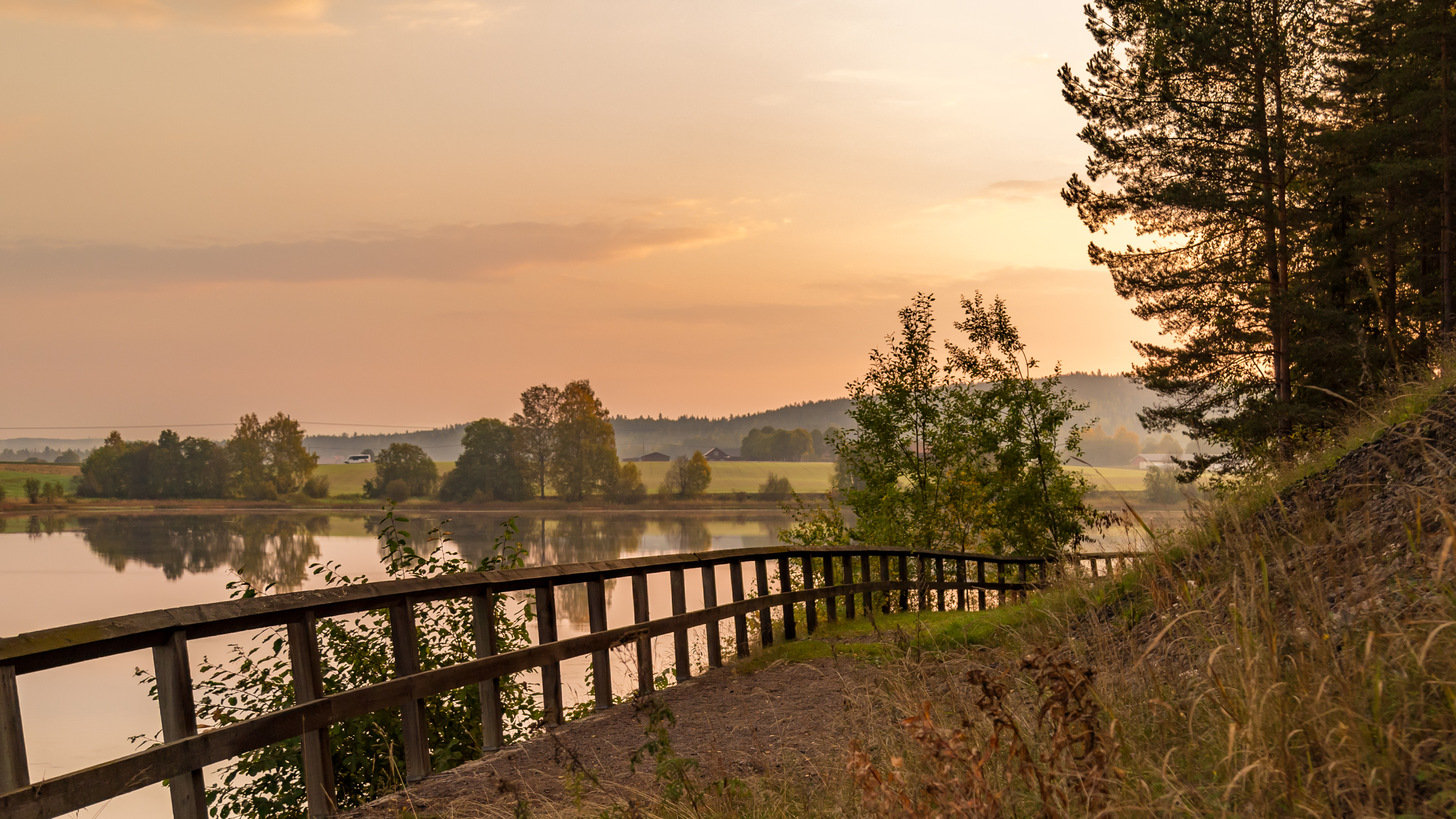
Dalälven vid Grådö skans
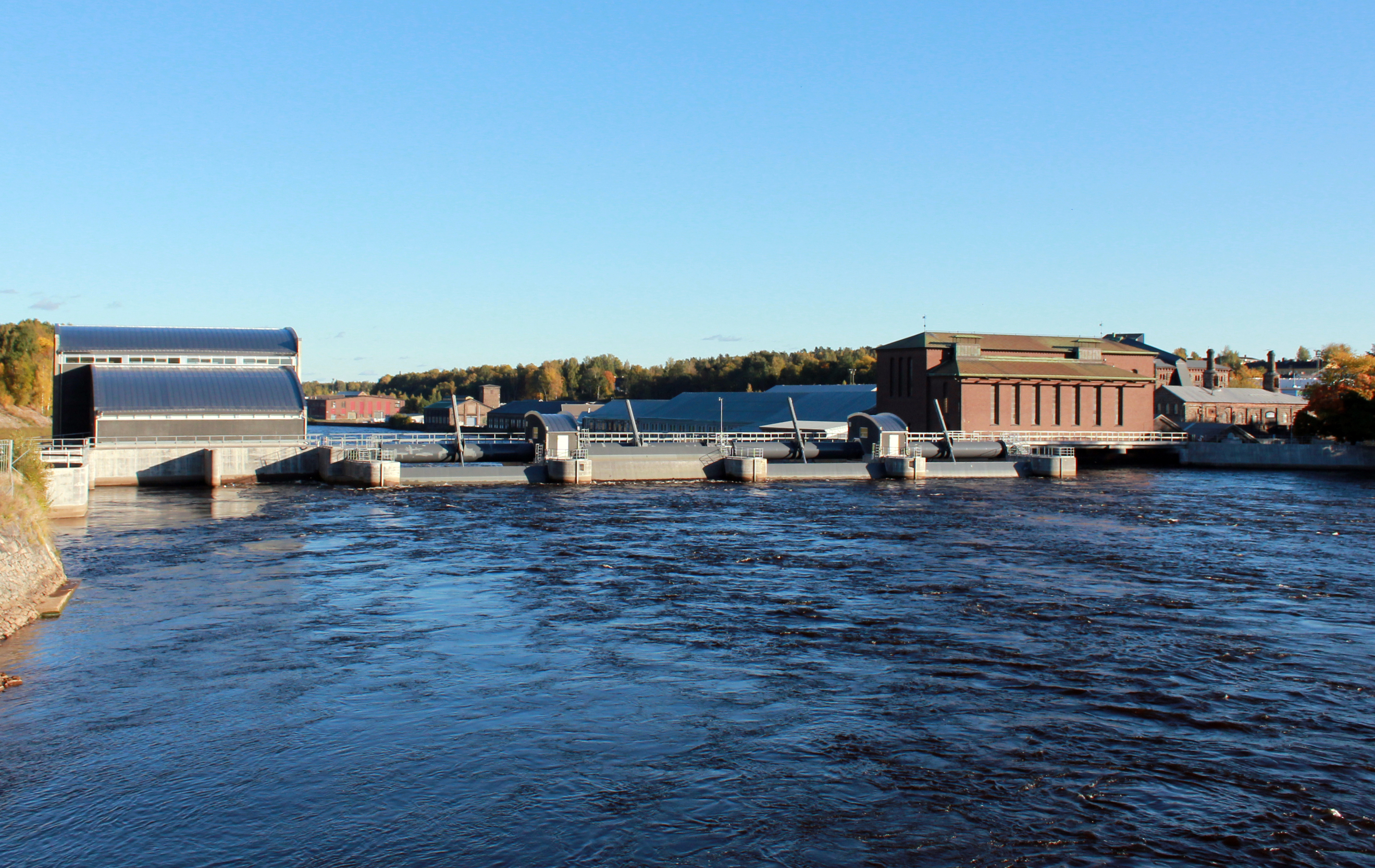
Avestaforsens kraftverk t.v. och Avesta Storfors kraftverk samt Verket t.h.
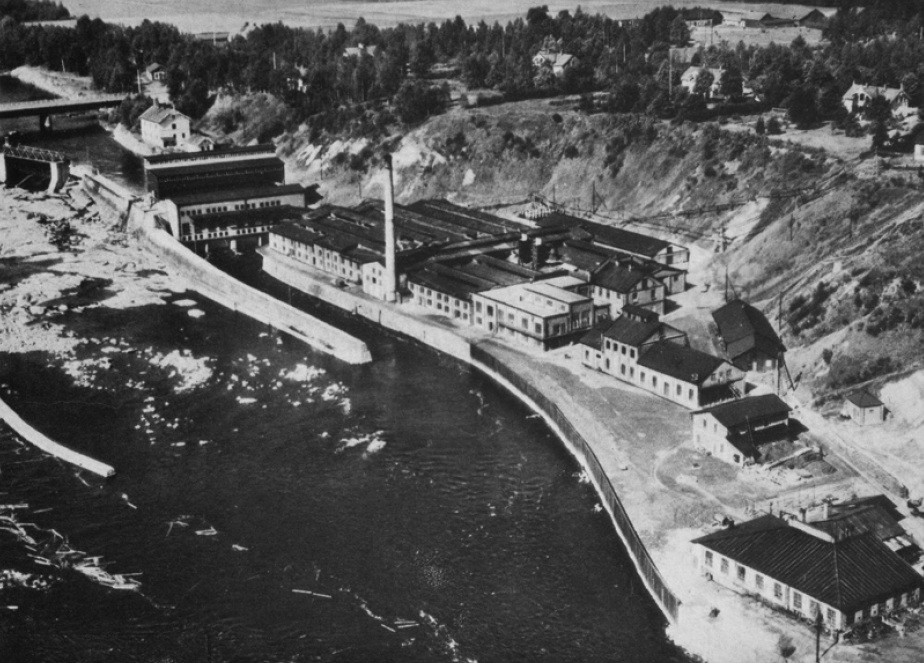
Nu rivna Alby Nya Kloratfabrik med Månsbo kraftverk vid Storforsen i Avesta
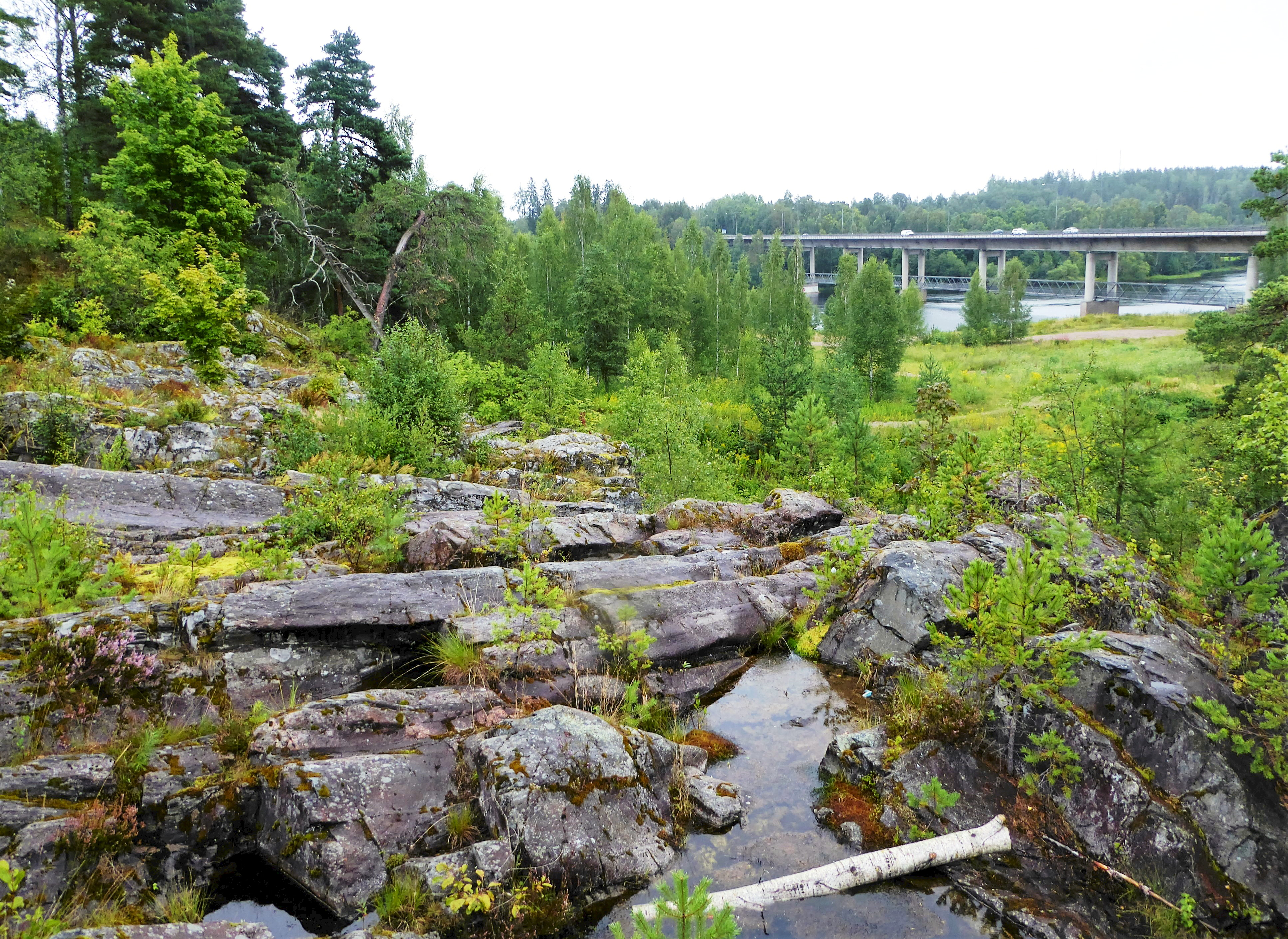
Döda fallen med Dalälven i bakgrunden, Avesta

### De stora fjärdarna

Dalälvens förhållande till olika Norrlandsgränser.
Norrlandslänen

I södra Dalarna börjar Dalälven delvis sammanfalla med den biologiska norrlandsgränsen och efter Avesta börjar ett fjärdlandskap ta form. Sjön Bäsingen utgör vattenmagasin för Näs kraftverk, och tidigare Näs gamla kraftstation.
Dalälven har då på sin norra sida By socken, Avesta kommun, Dalarnas län. På den södra, motsatta sidan finns Möklinta socken i Sala kommun, Västmanlands län. Efter Bysjön och forsarna vid Tyttbo fortsätter Dalälven till Färnebofjärden inom Nora socken i Heby kommun, Uppsala län samt Österfärnebo socken med Gysinge i Sandvikens kommun. Nedströms Gysinge fortsätter Dalälven 25 km inom Hedesundafjärdarna och Hedesunda socken, Gävle kommun. De två sistnämnda kommunerna i Gävleborgs län, Norrland. Slutligen rinner Dalälven genom Söderfors socken i Tierps kommun samt via Untrafjärden och Marmafjärden nedför Älvkarlebyfallen och vidare till mynningen i Gävlebukten vid Skutskär i Älvkarleby kommun. De två sistnämnda kommunerna i Uppsala län, Svealand.
Färnebofjärden är Sveriges 26:e nationalpark. Hedesundafjärdarna delas i två större delar genom Hedesundaåsen och Hedesundas kulturplats Ön i Hedesunda socken, som numera har broförbindelse i båda ändarna. Därefter sträcker sig Hedesundafjärdarna vidare till forsarna vid Kågbo och Söderfors. 

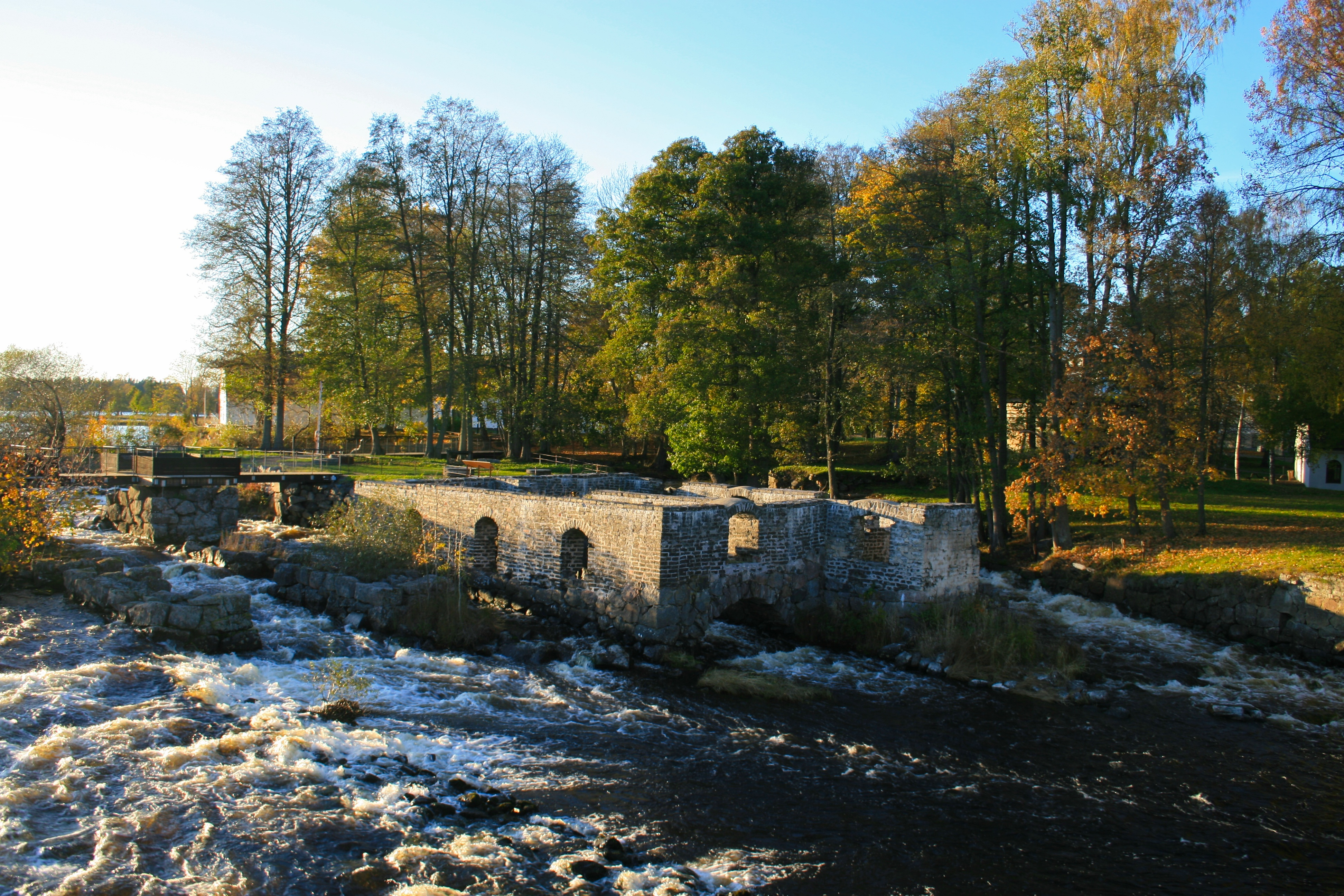
Rester av ett sågverk vid Gysingeforsarna
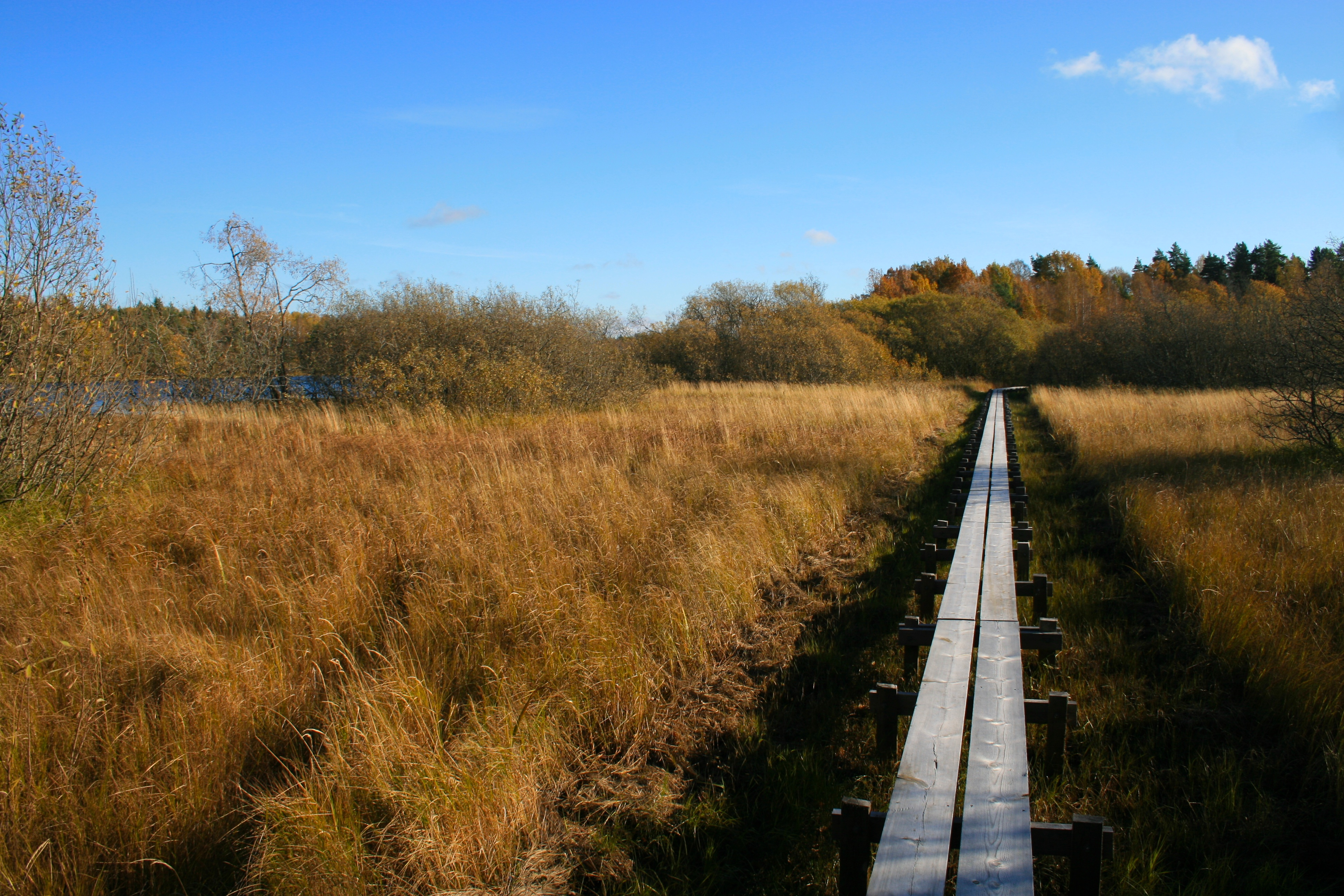
Mattöns våtmarksområde i Färnebofjärden
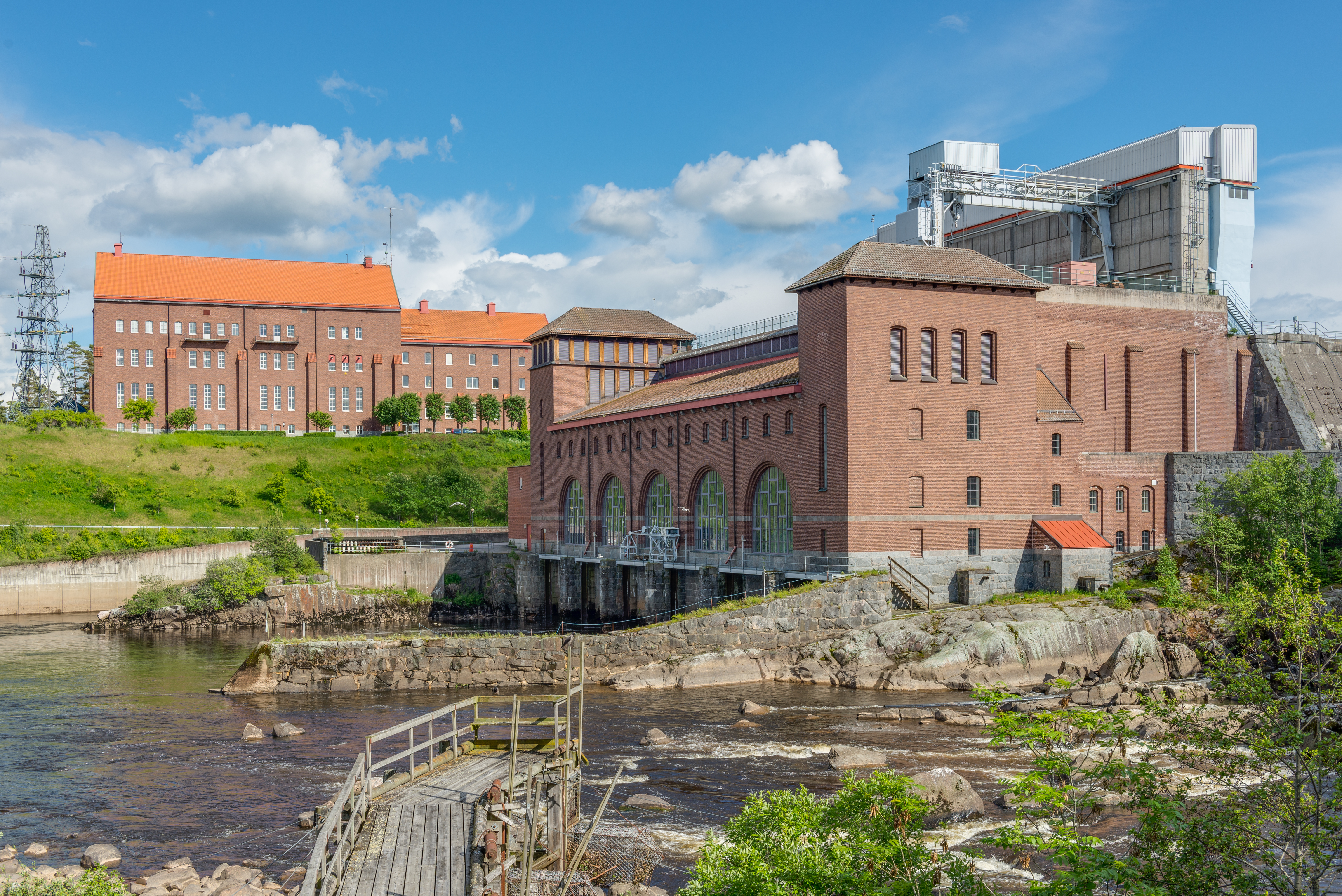
Älvkarleby kraftverk

#### Nedre Dalälvsområdet
Längs Färnebofjärdens nationalpark går det så kallade Nedre Dalälvsområdet. Området berör utkanter av fyra landskap och fyra län där älven är den faktor som förenar området naturgeografiskt, kulturellt och historiskt. Området är en glesbygd med utspridda byar och små samhällen. Historiskt har många av orterna inne i området haft en stor betydelse även för omkringliggande större samhällen. Jord- och skogsbruk har även idag en stark ställning i området vilket leder till öppna landskap omgivna av löv- och barrskogar.
Mot bakgrund av områdets förutsättningar bildade år 1986 större mark/vattenägare, logianläggningar samt nio berörda kommuner, två regionala organ och två organisationer Nedre Dalälvens Intresseförening. Syftet var att arbeta med områdets utveckling genom de positiva förutsättningar för bland annat turism, företagsetableringar och inflyttning som området erbjuder. Exempel på några av intresseföreningens större övergripande projekt är/var biologisk myggbekämpning, förstudie av förutsättningar för att bli biosfärområde, ett skogsprojekt, ett fiskenätverk och en fiskevårdsplan, Naturum Färnebofjärdens nationalpark, Top 10 Fishing Sweden och Centrum för byggnadsvård.

## Vattenkraft
I Dalälven med biflöden finns 41 aktiva kraftstationer och 13 större dammar, Siljan ej inräknad (2016). Älven började utforskas för kraftändamål i slutet av 1800-talet och 1922 reglerades Siljan.
Den installerade effekten av vattenkraften i Dalälven är ca 1 155 MW (2012). Totalt producerar kraftverken i Dalälven 5,6 TWh per år (2014), och den största kraftstationen är Trängslet med en effekt på 300 MW.

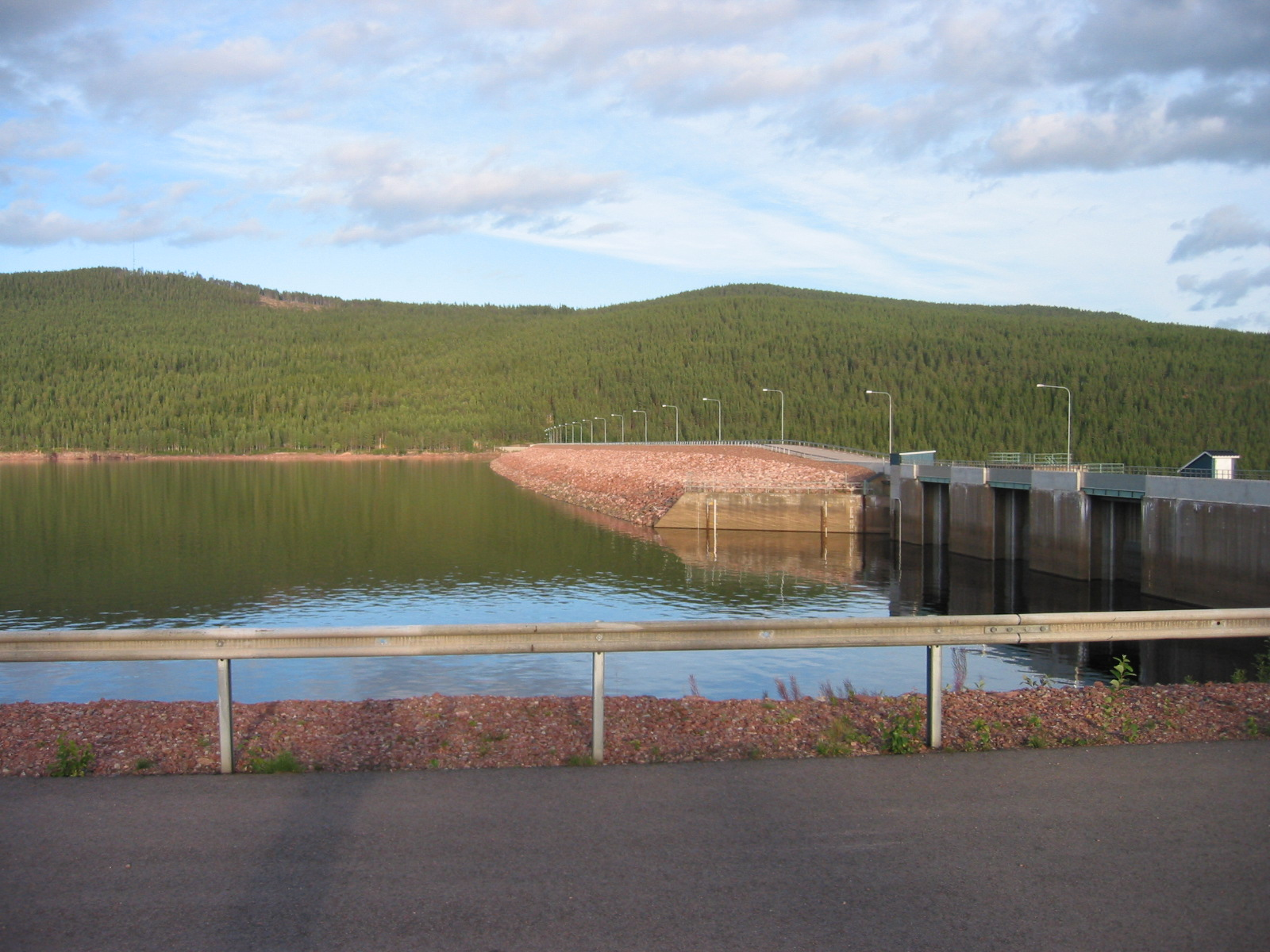
Trängsletdammen (Österdalälven)
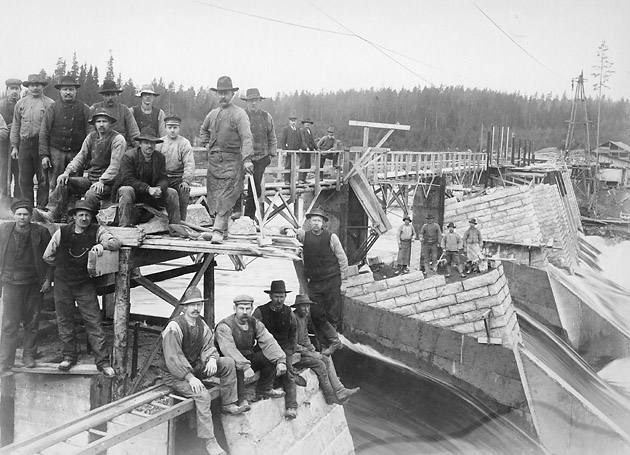
Bygget av Mockfjärds kraftstation vid Lillstup (Västerdalälven) 1910
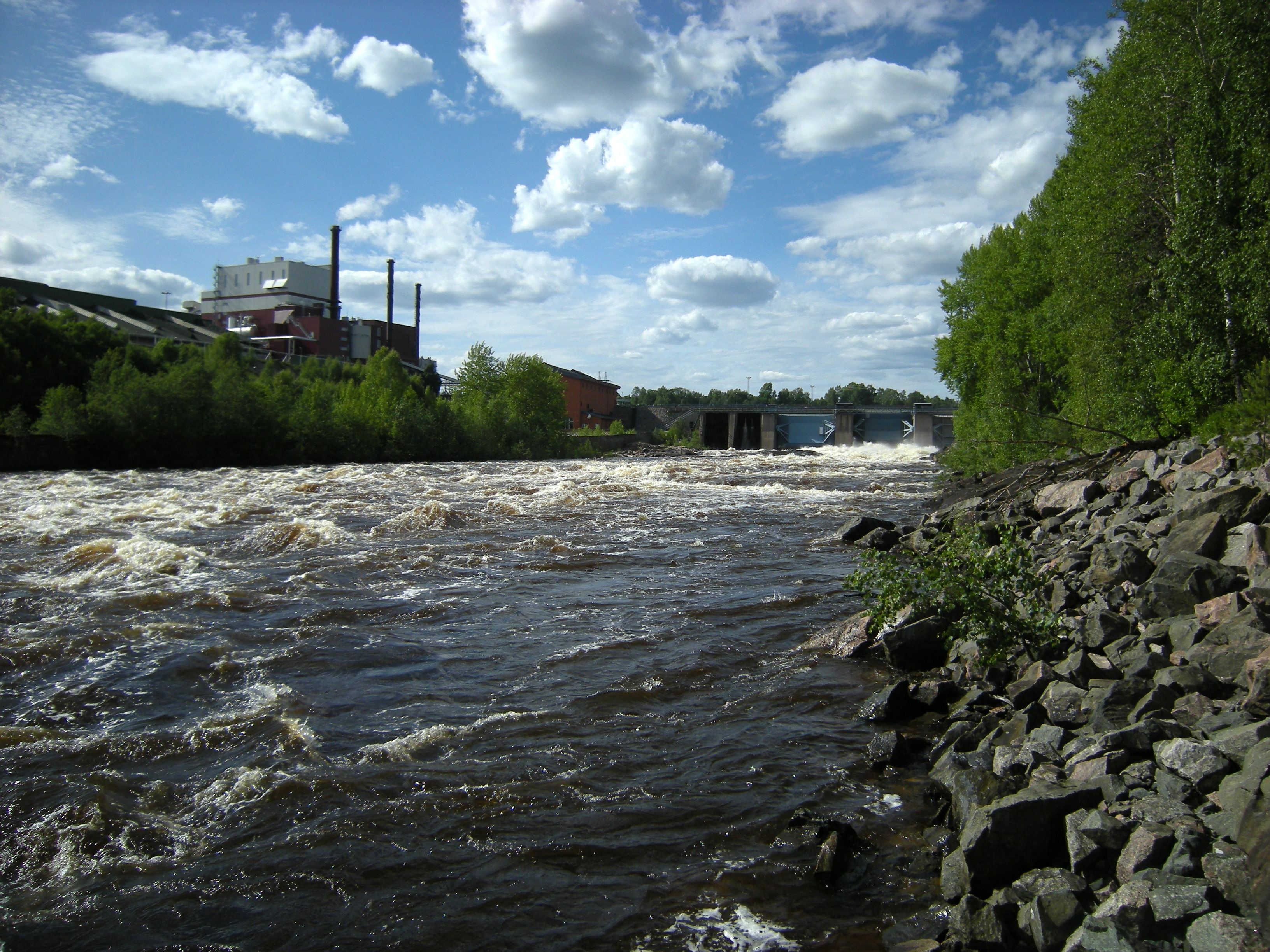
Kvarnsvedens pappersbruk och kraftstation i Borlänge

## Träindustri och flottning

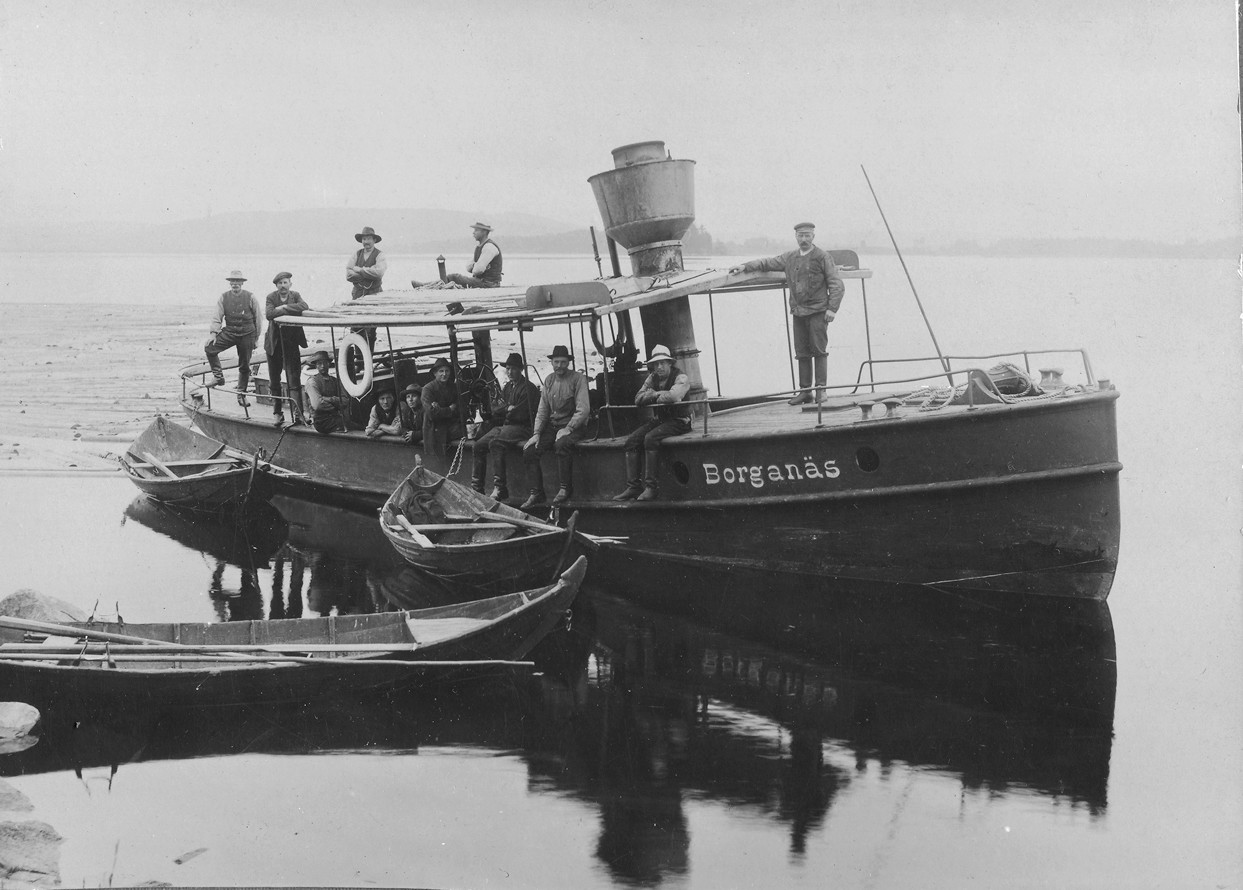
Flottlag i Hovran, cirka 1920.

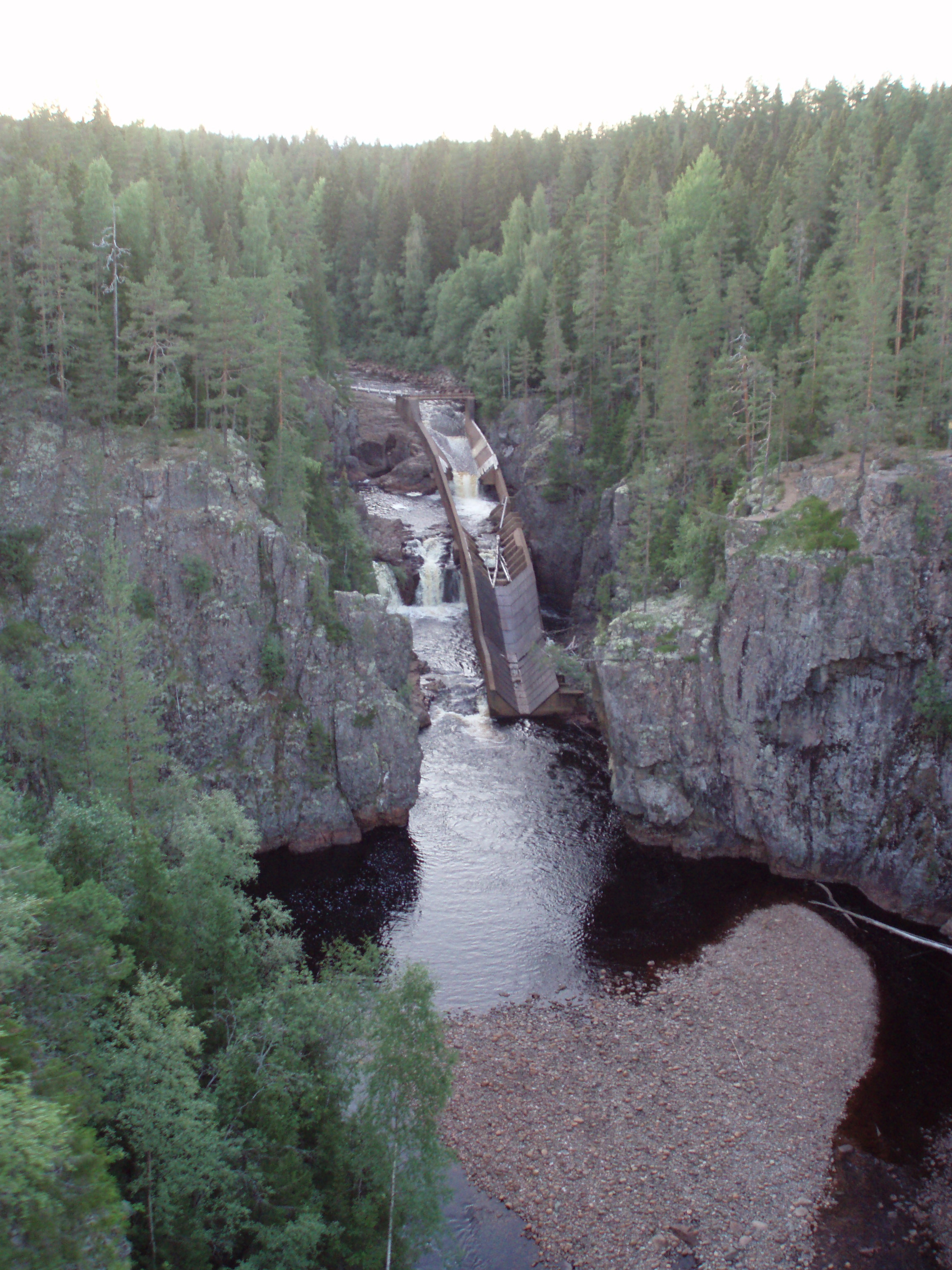
Flottränna i Ämån, ett biflöde till Oreälven.

Dalälven var tidigare en viktig flottled och flottning av timmer till sågverk och gruvor är belagt sedan 1600-talet på Dalälven, till stor del pådrivet av det kungliga förbudet från 1607 att avverka skog närmare än en mil från Falu koppargruva. Flottningens höjdpunkt nåddes 1952, då cirka 30 miljoner stockar flottades på Dalälven. Älven var då Sveriges flitigast nyttjade flottledssystem. 23 september 1971 anses vara den officiella slutdatumet för flottning i Dalälvens nedre delar, då de sista stockarna passerade Färnäs skiljeställe. Då det fanns timmerupplag kvar pågick dock flottning i nedre delar av älven som fortfarande fick användas som flottleder. I resten av älven upphörde flottningen 1970. 1973 avlystes de sista delarna av Dalälven, och 1977 var flottledssystemet helt avvecklat.

### Dalarna

#### Den tidiga flottningen
1648 startades Wästerdals-Wede-Compagniet, vilket fick privilegium av Drottning Kristina året därpå att ensamt få köpa ved i Västerdalarna. Företaget slogs 1661 ihop med Österdalskompaniet, bildat 1659, för att bilda Vedkompaniet. Flottningen var dock relativt småskalig och sparsam fram till mitten av 1800-talet och var främst inriktad på att förse koppargruvan i Falun och sågen i Domnarvet med virke. På grund av misskötsel i affärerna och stora skulder exproprierade staten bolaget och överlät privilegier och inventarier till Bergslaget.

#### Dalarnas storsågar
Sågverksrörelsen i Dalarna kom främst att domineras av tre bolag, kallade Trebolagen: Korsnäs Sågverks AB, Kopparbergs och Hofors Sågverks Bolag (Kopparfors – vilket dock först 1937 blev officiellt namn) och Bergslagets sågverk i Domnarvsforsen. En rad uppgörelser om flottningen kom att ske bolagen emellan och 1876–1889 sköttes flottningen uppströms gemensamt i den så kallade Trebolagsuppgörelsen. Dessa bolag hade intresse av att kontrollera flottlederna, bland annat för att minska allmogens husbehovsflottning. De bildade tillsammans med Skutskärs Trävaruaktiebolag samt minoritetsägarna Särna AB och Garpenberg–Avesta AB Dalelfvarnes-Torsångs Strömbyggnads AB 1878, vilket tog över efter det upplösta Ångbåtsbolaget på Siljan. Året därpå sålde Dalelfvarnes-Torsångs Strömbyggnadsförening, verksamt sedan 1860-talet, sina flottleder och tillgångar till bolaget. 1896 bytte strömbyggnadsbolaget namn till Dalelfvarnes Strömbyggnads AB och var verksamt till 1955.
Skiftesreformerna i kombination med Englands slopade tullar på trävaror 1849 möjliggjorde en storskalig träindustri. Ett antal intressenter ansökte 1851 om ett statligt lån för att uppföra en järnväg mellan Gävle och Siljansdalen med främsta syfte att transportera sågade trävaror. 1854 beslutade så riksdagen att  anlägga Gävle–Dala Järnväg, som kunde invigas 1859. Drivande bakom järnvägen var affärsmannen Georg de Laval, som genom att köpa mark vid Runns norra strand kunde uppföra ett sågverk med tillgång till denna järnväg. Sågverksbolaget, Korsnäs Sågverks AB, bildades av den grupp intressenter som stått bakom järnvägen och verket togs i drift 1858. Samma år kunde den första lasten med trävaror avsegla från Gävle hamn. Året därpå anlade bolaget en kanal i Torsång parallellt med Lillälven, för att underlätta flottning från Dalälven till Runn. Omkring 1875 köpte bolaget betydande markområden och 1888 ersattes sågen med en ny, som kom att sysselsätta omkring 1 000 personer.
I Hosjön anlade Carlfors Sågverksbolag och Kopparfors varsin såg, färdigställda 1859 respektive 1861. 1874 köptes dock Carlfors upp av Kopparfors. Till skillnad mot Korsnäs, som hämtade sitt timmer från skogarna uppströms Dalälven, skaffade sågverken vid Hosjön sitt timmer först från skogarna i Svärdsjö och Envikens socknar, efterhand allt mer från Gästrikland och sedermera även de från områden uppströms Dalälven.
Uppströms Dalälven, i Domnarvet låg Bergslagets såg. Efter att fram till 1856 ha varit inriktad på att förse Falu koppargruva med virke kom efter en omorganisation sågverket att intressera sig för möjligheten till export via den planerade järnvägen från Runn. 1858 beslutades att sågen från 1700-talet skulle ersättas och 1863 stod den färdig.

### Nedre Dalälven

#### Älvkarleby- och Skutskärsverken
Vid Älvkarlebyfallen anlades en kronosåg på 1500-talet med syfte att förse ett skeppsvarv på ön Rotskär med virke. Efter att varvet lades ner under tidigt 1600-tal fick sågen förfalla. Bröderna Jonas och Magnus Larsson köpte Kvarnströmmen 1854 och bildade tillsammans med två andra andelsägare Quarnfors Sågverksbolag. Bolagets syfte var att anlägga en såg i strömmen (ungefär där Untraverket idag ligger). Detta fick de inte tillstånd till, däremot fick de ersättning för de anläggningar de redan börjat uppföra samt rättigheter att flotta från Söderfors till Brusboforsen. 1855 fick Magnus Larsson dock arrendera Kungsgården i Älvkarleby, till vilket Kronosågen hörde. Bolaget köpte upp stora timmerposter, gjorde i ordning flera närbelägna flottleder och undersökte möjligheten att flotta timmer ända från Dalarna. Bolaget såldes 1860 till Tottie och Arfwedsson, som ansökte hos landshövdingen i Dalarna om att en flottled skulle öppnas från Runn till länsgränsen. Virkesmängden ökade och sågen byggdes ut. 1868 köpte Astrup och Sörensen upp företaget, och beslutade att bygga ett sågverk i Skutskär, på den plats där sågverksbolaget ägde en lastageplats.
Inte långt från älvens mynning, i nuvarande Östra viken anlade så Astrup och Sörensen 1869 ett sågverk, vilket invigdes året därpå. För att kunna flotta stockar till det nya sågverket byggdes en flottränna från Älvkarleö, för att undvika fallen i Älvkarleby. De lokala fiskarna hade redan märkt av att fisket påverkades av avfallet från Kronosågen och satte därför stopp för flottning genom Älvkarleby. Denna ränna, Bergslagsrännan, kom även att kallas Kanalen och invigdes samma dag som Suezkanalen, 16 november 1869. Sågen i Älvkarleby avvecklades och bolaget bytte namn till Skutskärs Trävaruaktiebolag. Stora Kopparbergs Bergslags AB köpte sågen 1885 och utökade de elva ramarna till 24, vilket under en period gjorde sågverket till världens största. Sågen var även en stor arbetsgivare. 1890 fanns 400 fast anställda och 1 100 säsongsarbetare vid sågen. År 1887 ansökte Bergslaget om en reglering av den gemensamma flottningen nedom Torsång, och 1890 konstituerades Nedre Dalefvens Flottningsförening för att sköta flottleden från Torsång till gränsen mot Västmanland, något som året därpå utsträcktes till Ängsön i Färnebofjärden. Efter Ängsön var det istället Nedersta Dalefvens Flottningsförening som skötte flottningen. Beslut om sammanslagning av de båda bolagen togs 1920, och 1922 fastslogs ett reglemente för flottningen på sträckan. Det nya reglementet kom även att inkludera biflottlederna, som tidigare inte varit reglerade.

#### Korsnäsverken

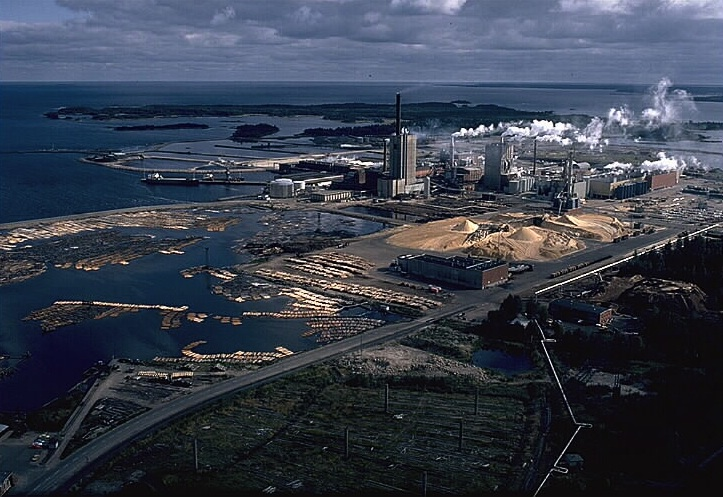
Korsnäsverken, troligen tidigt 1980-tal

Korsnäs hade 1890 anlagt ett hyvleri Bomhus i Gävle och 1899 flyttade de sin verksamhet med maskiner, byggnader och anställda från Falun, en flytt som kallades Sveriges största flyttlass. Sågerket byggdes ut till 30 ramar, vilket gjorde det till ett av världens största sågverk. Beslutet togs två år tidigare – samma år som en timmerränna från Dalälven till området kunde invigas. Rännan genomgick sin sista större upprustning 1950, och användes sista gången 1971.

## I kulturen
- Karl-Erik Forsslund gjorde i början av 1900-talet en nedteckning av bygderna kring Dalälven i bokserien Med Dalälven från källorna till havet, som sedan blev filmatiserad.
- Selma Lagerlöf berättar i Nils Holgerssons underbara resa genom Sverige en saga om hur Fuluån/Västerdalälven tävlar med Storån/Österdalälven att bli mäktigast och komma först till havet, men blir sams och förenas.[35]
- Avestaforsens brus är ett av Carl Jularbos mest berömda musikstycken.
- 1897 gjordes filmen Avestaforsen av Alexandre Promio.